# Welsh BluesCP
Welsh BluesCP（ウェルッシュ・ブルース・シーピー）は、日本のバンド。一般的な略称はウェルシュ（ウェルッシュ）。Welsh Blues CPではなく、Welsh BluesCPと綴るのが正しい。

## メンバー
- 村田雅和（むらた まさかず）ボーカル、ギター。
- 豊嶋秀夫（とよし まひでお）ベース。
- Dr.涼（ドラマーりょう）ドラムス。（藤崎涼）

## 来歴
2004年
- 六本木や下北沢等のライブハウスを中心に活動。

2005年
- 7月2日、ドラムスのDr.涼（ドラマーりょう）が正式加入。
- 7月、"GORO"こと野口五郎をプロデューサーに迎え、現メンバーにてレコーディング。
- 8月19日、2枚目のシングルとなる『赤いブックカバー』を全国発売。（ドラムスのDr.涼は、このアルバムのレコーディング後に加入したため、ドラムのみサポートメンバーにて録音）
- 10月3日、野口五郎プロデュースの携帯電話用音楽配信サイト「音コレ」のピックアップアーティスト（野口五郎プロデュース）として、着うたを配信。リメイクされた「君の手」の楽曲には、プロデューサー野口五郎がハモンドオルガンで参加している。
- 12月1日、野口五郎プロデュースの携帯電話用音楽配信サイト「音コレ」にて、「オクリモノ」「旅人」の2曲の着うたを配信。この2曲には、プロデューサーGORO（野口五郎）がギターで参加している。
- 12月5日、野口五郎プロデュースの音楽映像配信サイト「音コレ」にて、「君の手」「オクリモノ」「旅人」の3曲を配信。

2006年
- 2月23日、野口五郎プロデュースの音楽映像配信サイト「Gプロ」にて、フルアルバム「綴り詩」を配信。同時に携帯電話版「音コレ」（NTT DoCoMo,au）で、着うたを配信開始。

2007年
- 5月、ギターの木村健志が脱退。

2007年
- 6月18日、野口五郎プロデュースのDoCoMo 携帯用音楽配信サイト「うれセン！」にて着うたフル配信開始。

## ディスコグラフィー

### インターネット楽曲配信
1. 野口五郎プロデュースの音楽映像配信サイト『音コレ』にて、野口五郎プロデュースによる「君の手」、「オクリモノ」、「旅人」を配信開始（2005年12月5日）
2. 野口五郎プロデュースの音楽映像配信サイト『音コレ』にて、野口五郎プロデュースによるアルバム「綴り詩」を配信開始（2006年2月23日）

### 着うた
1. 野口五郎プロデュースのNTTドコモiモード公式サイト『音コレ』にて、野口五郎プロデュースの「君の手」、そして「24」を着うたとして配信開始（2005年10月3日）
2. 野口五郎プロデュースのNTTドコモiモード公式サイト『音コレ』にて、野口五郎プロデュースの「旅人」と「オクリモノ」の2曲、そして「赤いブックカバー」「Water Glass」「風」を配信開始（2005年12月1日）
3. 野口五郎プロデュースのNTTドコモiモード公式サイト『音コレ』にて、フルアルバム「綴り詩」の着うたを配信開始。（2006年2月23日）
4. 野口五郎プロデュースのau携帯電話公式サイト『音コレ』にて、着うたを配信開始。（2006年5月11日）

### シングル
1. Acoustic（2004年）
結成後、初の自主制作シングル。
2. 旅人（2004年）
ライブ来場者に、1日限りの限定で無料配布された幻のCD。
3. 赤いブックカバー（2005年8月19日）
初の全国発売CD。

### アルバム
1. Shallow Under Ground/V.A.（2005年4月20日）
コンピレーション・アルバム。4曲目と8曲目に参加。
2. 綴り詩（2006年2月23日）
インターネット配信。